# Dornier Delphin
Dornier Delphin (tiếng Anh: Dolphin - cá heo) là một máy bay đổ bộ mặt nước thương mại một động cơ của Đức được sản xuất trong thập niên 1920 bởi hãng Dornier Flugzeugwerke. Cũng như những mẫu máy bay một động cơ thương mại khác, loại máy bay này cũng được trang bị cho Hải quân Hoa Kỳ và Hải quân Hoàng gia Anh.

## Phát triển
Đước phát triển vào năm 1920 với tên gọi Delphin I, đây là một máy bay một tầng cánh, cánh được đặt cao và có một động cơ, được chế tạo hoàn toàn bằng kim loại. Nó có một cabin kín cho 4 hành khách với cánh được đặt trên và động cơ cũng được đặt phía trên đằng trước. Nó được trang bị động cơ BMW IIIa công suất 185 hp (138 kW). Phi công có một buồng lái mở phía sau động cơ khiến tầm nhìn hạn chế. Loại máy bay này bay lần đầu tiên vào ngày 24 tháng 11-1920.
Một phiên bản cải tiến, có tên gọi Delphin II bay lần đầu vào 15 tháng 2-1924 và trang bị động cơ BMW 250 hp (186 kW) hoặc Rolls-Royce Falcon III 260 hp (194 kW). Cabin kín có thêm buồng cho phi hành đoàn 2 người và 5 hành khách.
Theo sau những thành công của Delphin II, một phiên bản lớn hơn là Delphin III cũng được phát triển vào năm 1927. Nó được trang bị động cơ BMW VI 600 hp (447 kW) và có một buồng lái riêng cho hai phi công và một cabin cho 10 hành khách.
Một chiếc Delphin I cũng được Hải quân Mỹ mua và một chiếc Delphin III được Hải quân Hoàng gia Anh mua, cả hai chiếc máy bay này đều được sử dụng trong việc nghiên cứu đánh giá cấu trúc kim loại của máy bay.

## Các phiên bản
Delphin I
Phiên bản chở 4 hành khách với buồng lái mở, trang bị động cơ 185hp (138kW) BMW IIIa
Delphin II.
Phiên bản chở 5 hành khách, trang bị động cơ 250hp (186kW) BMW hoặc 260hp (194kW) Rolls-Royce Falcon III.
Delphin III
Phiên bản chở 10 hành khách, trang bị động cơ 600hp (447kW) BMW VI.

## Các quốc gia sử dụng
- Đức
- Hoa Kỳ
- Vương quốc Anh

## Thông số kỹ thuật (Delphin III)

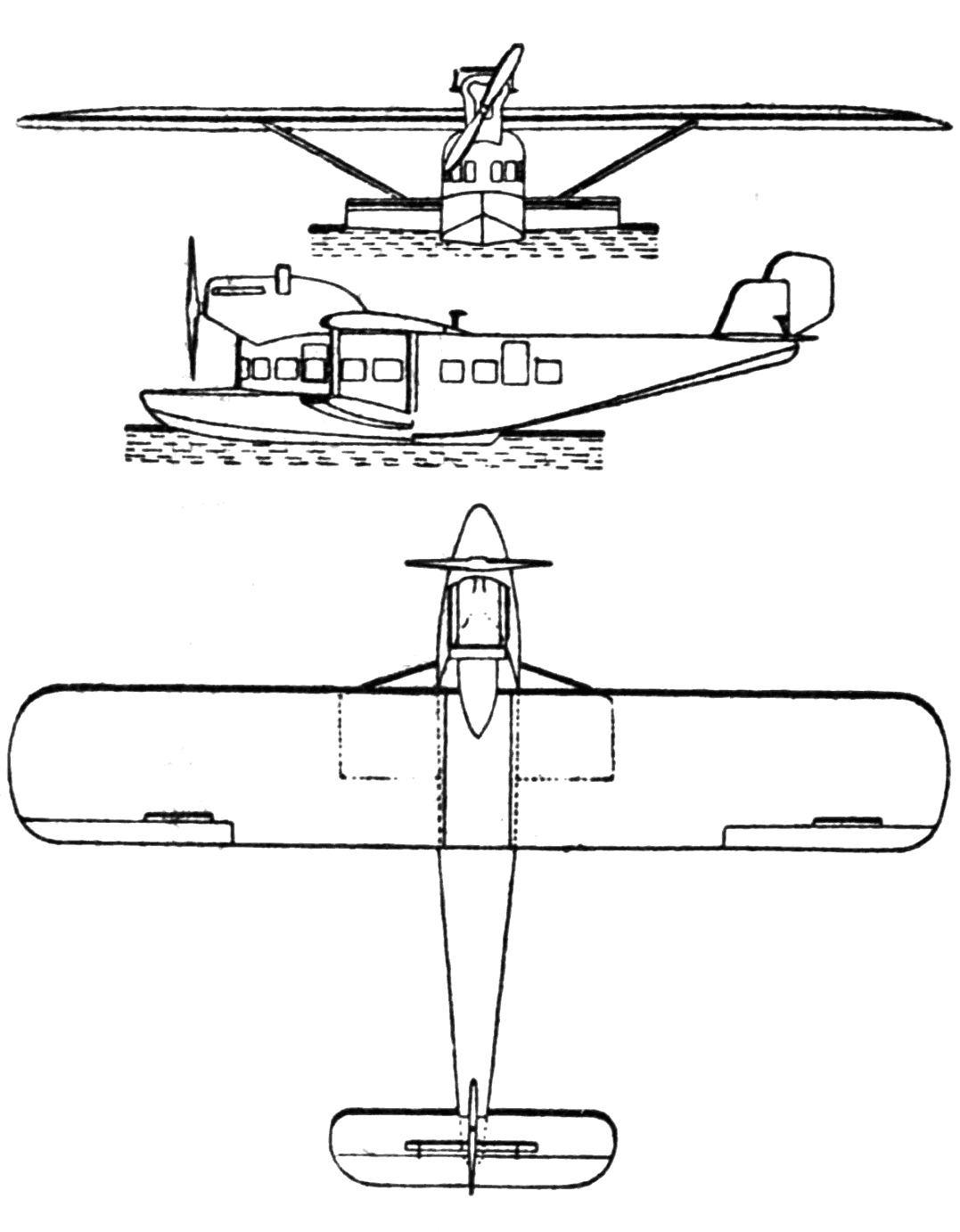
Dornier Do L Delphin III

### Đặc điểm riêng
- Phi đoàn: 2
- Sức chứa': 10 hành khách
- Chiều dài: 14,35 m (47 ft 1 in)
- Sải cánh: 19,60 m (64 ft 3¾ in)
- Chiều cao: 4,05 m (13 ft 3½ in)
- Diện tích cánh: 62 m² (667,38 ft²)
- Trọng lượng rỗng: 2900 kg (6393 lb)
- Trọng lượng cất cánh: n/a
- Trọng lượng cất cánh tối đa: 3900 kg (8598 lb)
- Động cơ: 1 × động cơ piston BMW VI, 447 kW (600 hp)

### Hiệu suất bay
- Vận tốc cực đại: 180 km/h (112 mph)
- Tầm bay: n/a
- Trần bay: 4500 m (14.765 ft)
- Vận tốc lên cao: n/a
- Lực nâng của cánh: n/a
- Lực đẩy/trọng lượng: n/a

### Trình tự thiết kế
Delphin • Komet • Libelle • Merkur • Spatz • Wal